# Salar de Talar

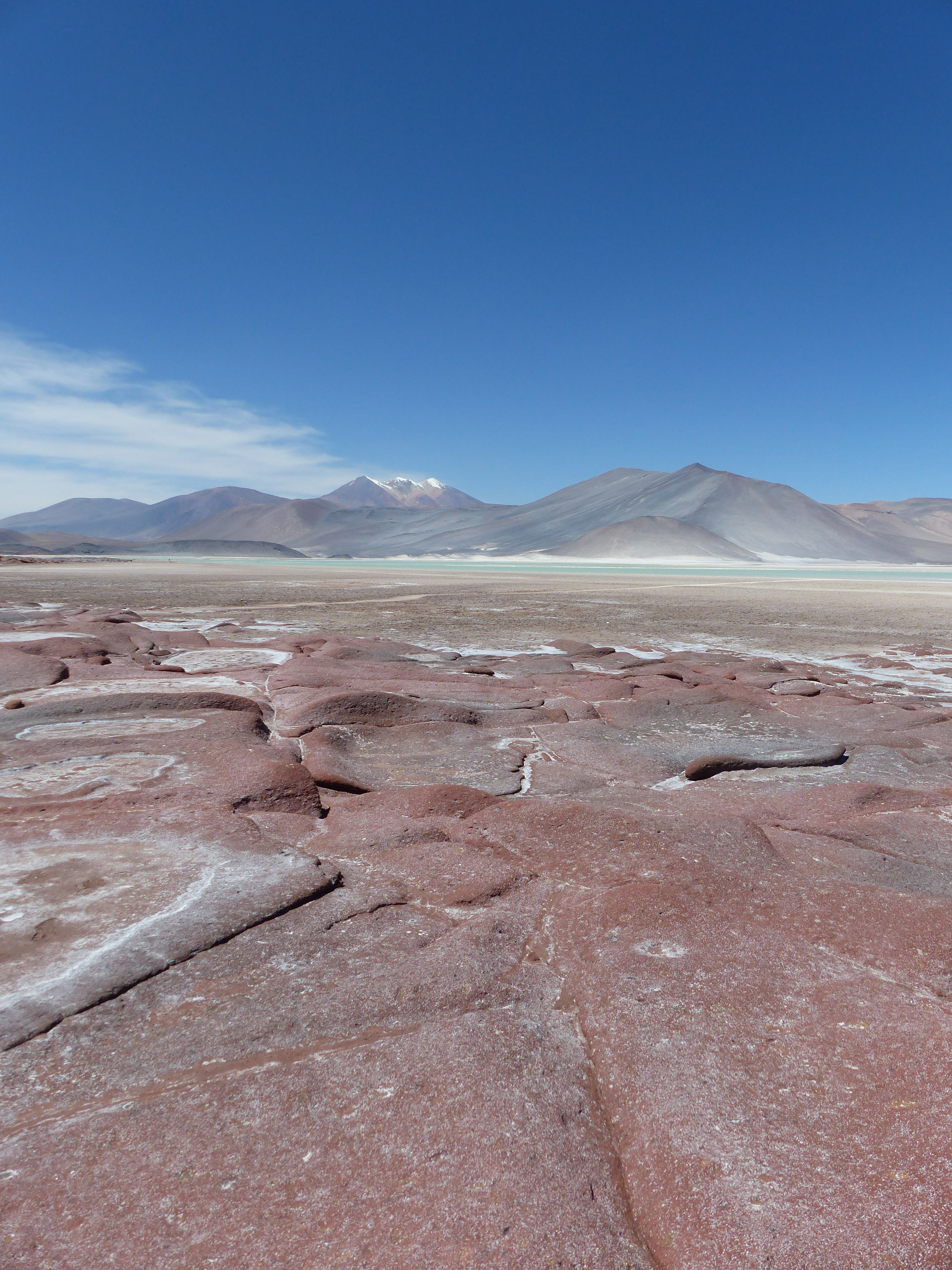
Salar de Talar (33940273823)

Le Salar de Talar est un désert de sel situé dans la Région d'Antofagasta (Chili), à la limite nord de la Puna de Atacama, un plateau d'Amérique du Sud situé dans la partie centrale de la cordillère des Andes, dans la moitié méridionale de l'Altiplano, à la frontière entre l'Argentine et le Chili à une altitude de 3 950 m. Ce complexe salin s'étend sur 46 km2,.

## Topographie
Il fait partie d'une série de plaines de sel et de lacs situés le long des collines d'une chaîne de volcans qui s'étendent le long du bord oriental de la grande dépression occupée par la plaine du Salar d'Atacama. Le bassin hydrographique fermé du Salar de Talar couvre environ 476 km2 et est adjacent à d'autres bassins endoréique , notamment les bassins de la Laguna Miscanti, le Lac Tuyajto et le bassin du salar de Capur. Il était autrefois rempli par le grand lac du Salar Purisunchi.

## Géographie

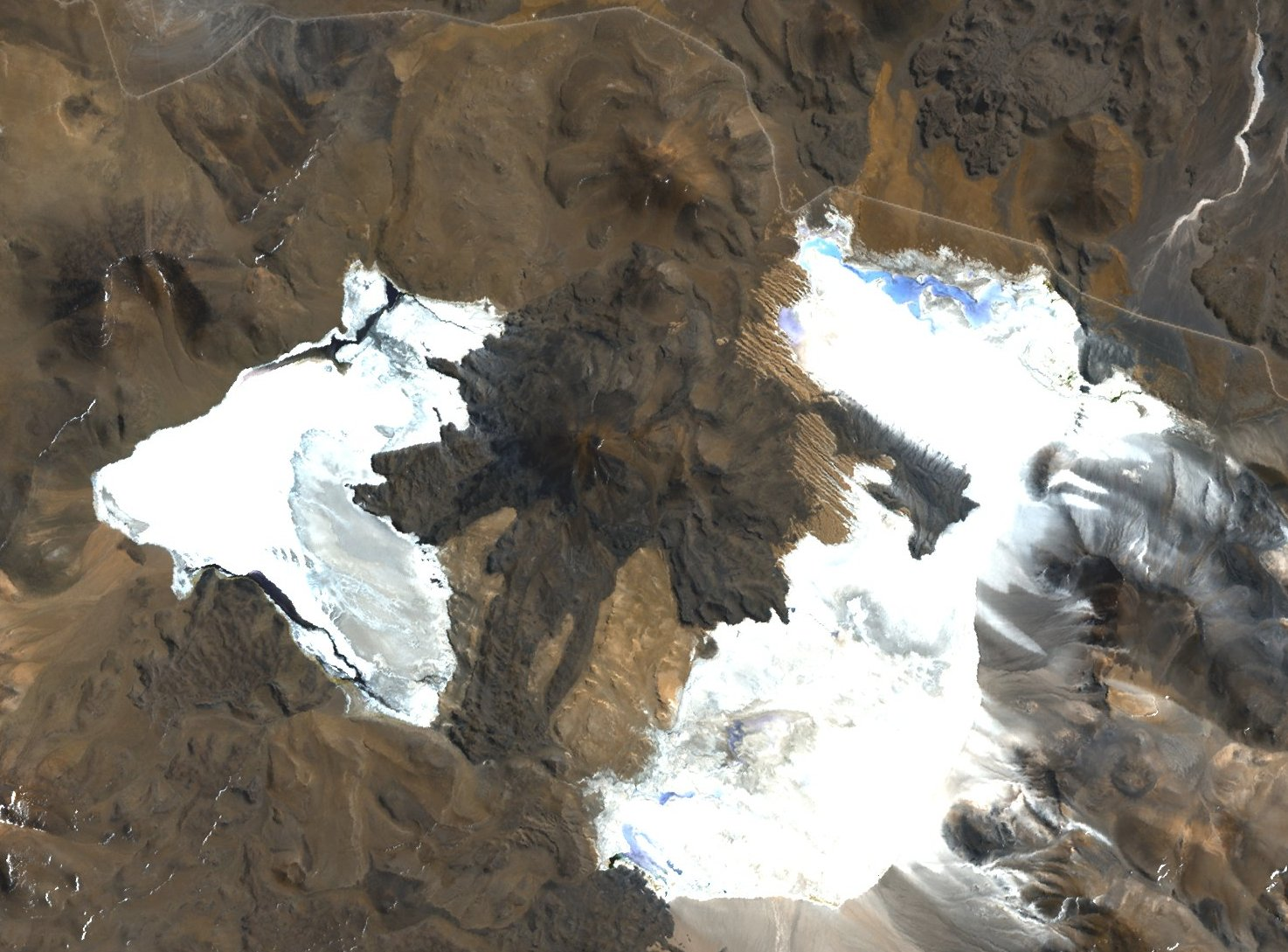
Caichinque

Le lac salé est bordé à l'ouest par le volcan Caichinque, qui se présente sous la forme d'un stratovolcan ayant émis des coulées de lave, et à l'est par Cerro Medano dont le sommet se situe à 4 665 m d'altitude. Cette dernière est une montagne avec des nuances de gris et de brun frappantes qui contrastent joliment avec le blanc étincelant de la surface du la salé. En plus de cela, des étangs colorés bordent ses rives. Une importante coulée de lave du volcan Caichinque a formé deux lobes qui ont progressé vers le Salar de Talar. Les dépôts de sel ont des formes polygonales .

## Climat
Le climat de la région est aride, avec des précipitations annuelles moyennes d'environ 150 mm, la végétation est principalement constituée d'herbes à touffes. Le Salar de Talar fait partie de la Puna sèche des Andes centrales, une région néotropicale, qui constitue l'une des huit écozones ou régions biogéographiques terrestres. Dans la nomenclature d'Alfred Russel Wallace, il définit le territoire biogéographique correspondant au Néotropis, qui est le nom donné en chorologie à la partie du globe réunissant l'Amérique centrale, les Antilles, l'Amérique du Sud et les îles Galápagos.

## Galerie

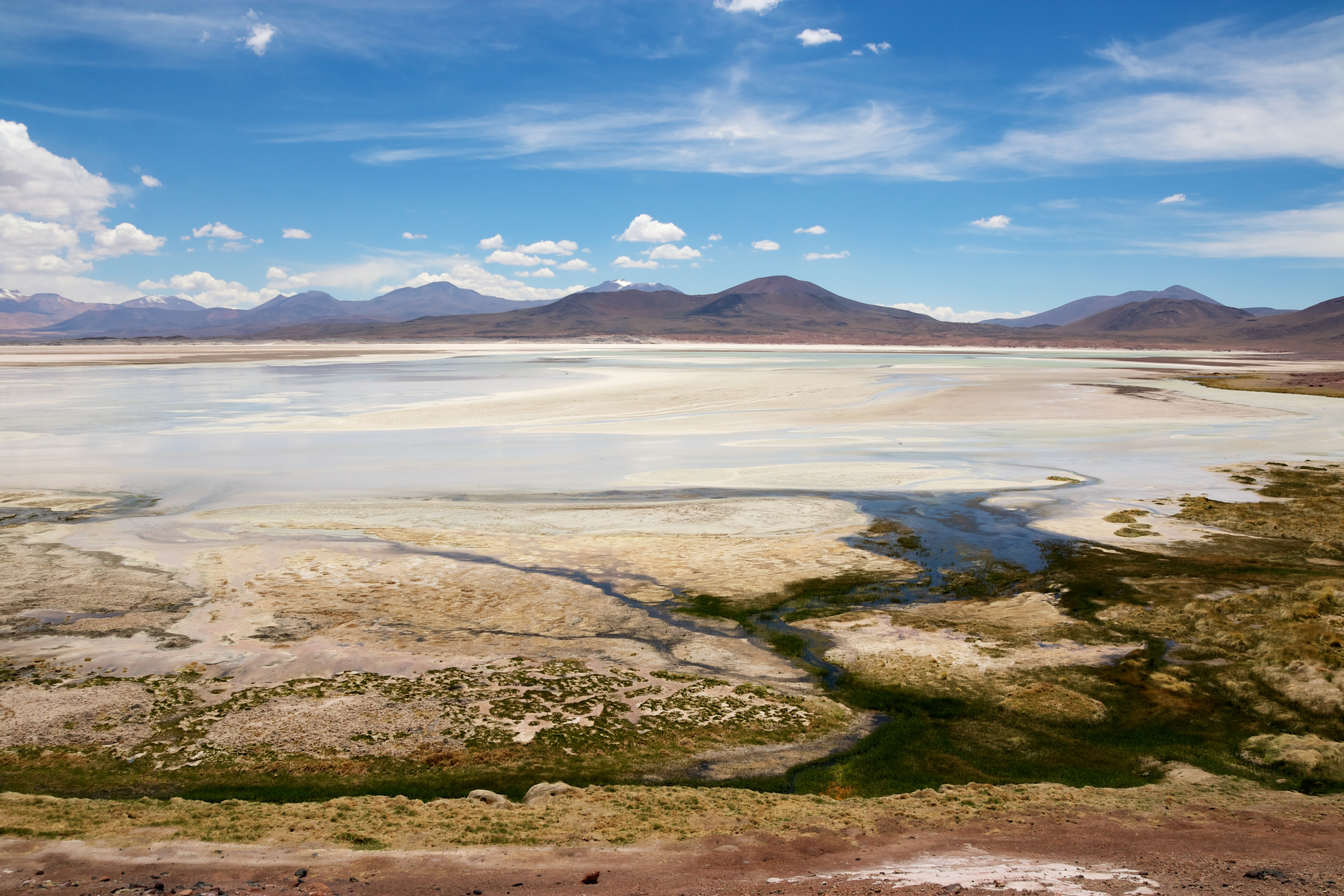
Salar de Talar
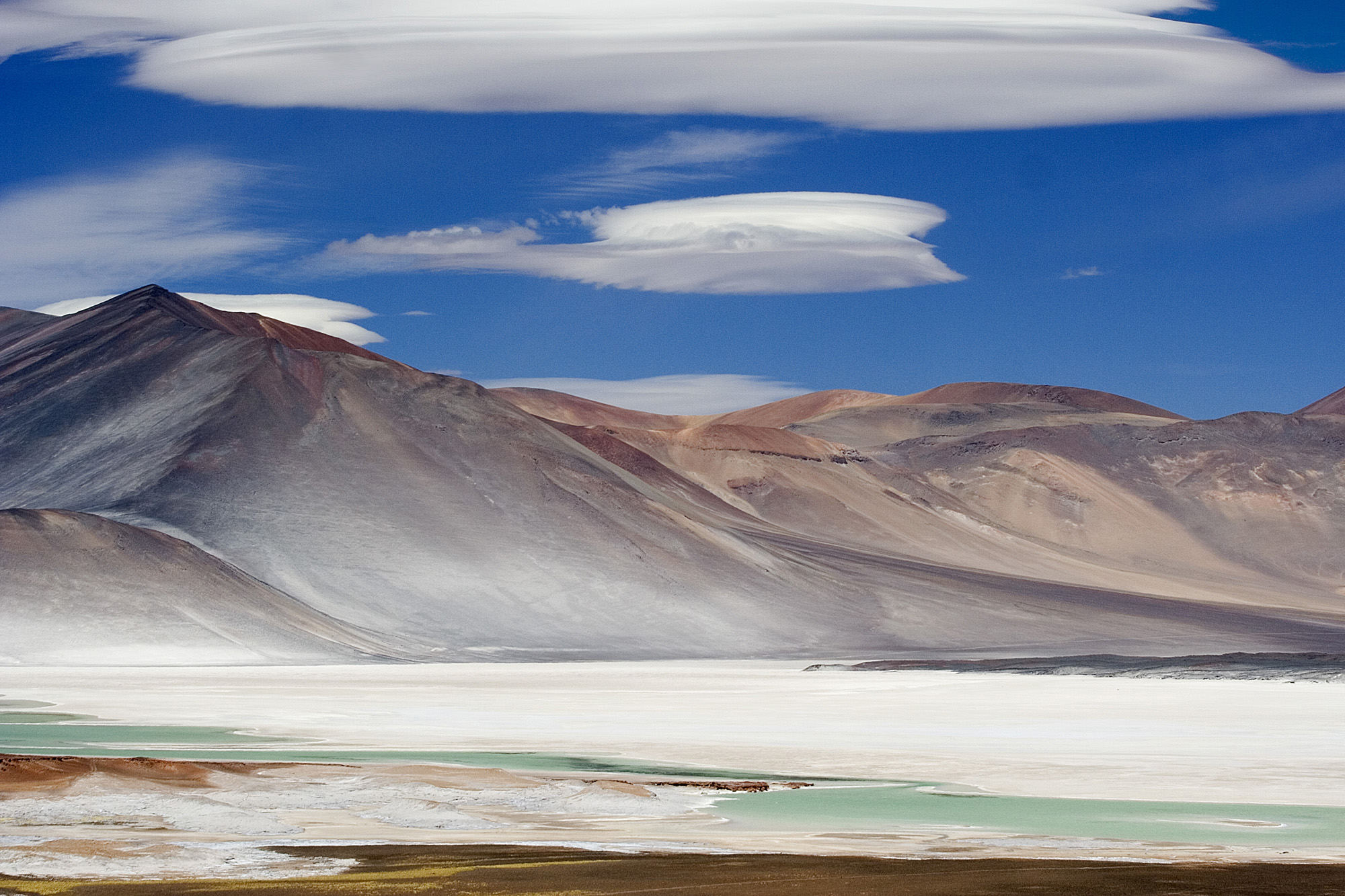
Volcan Cerro Medano sur le Salar de Talar
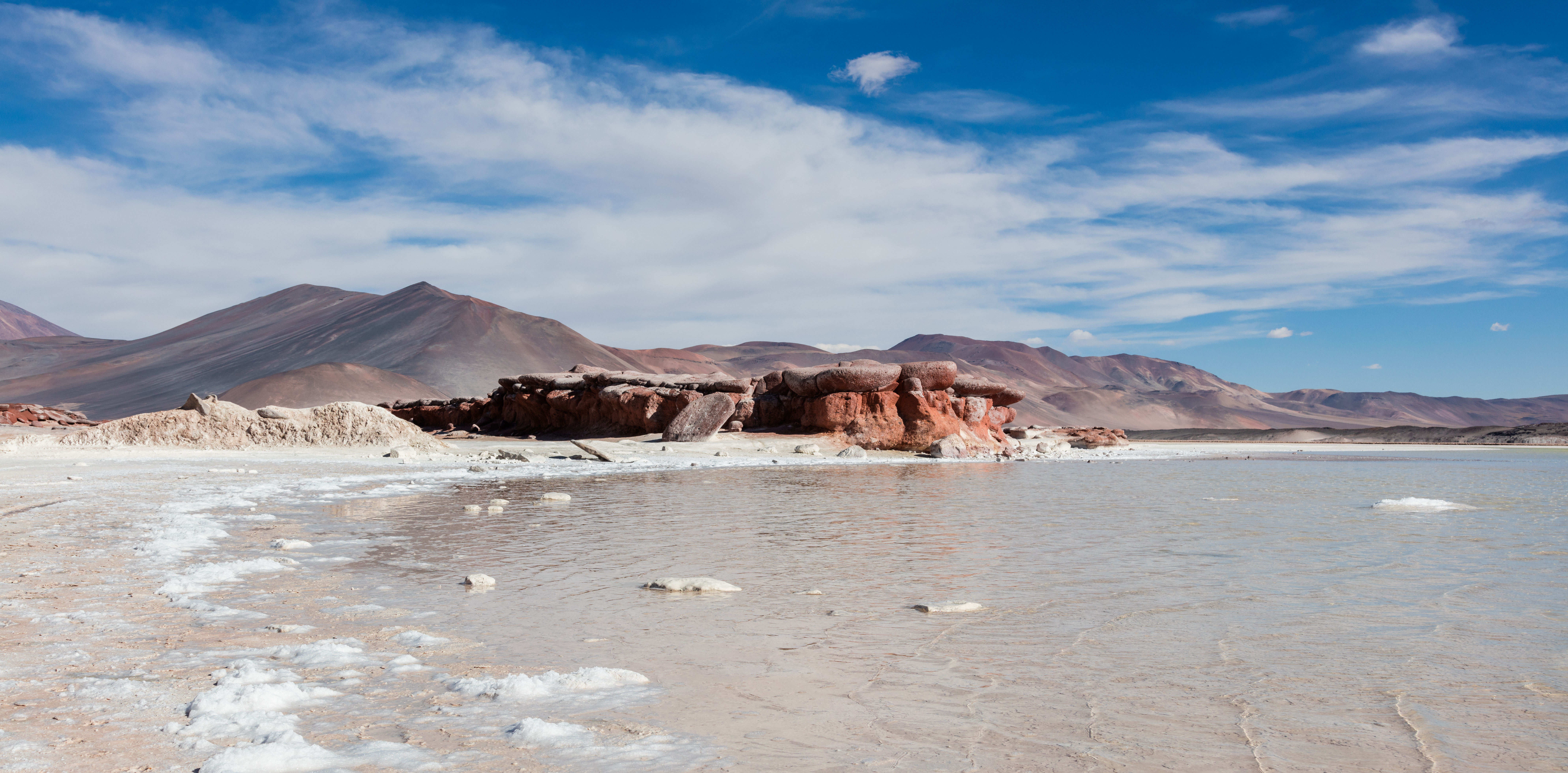
Calientes le lac salé, high Haut-Puna